# Facteur abiotique
Pour les articles homonymes, voir abiotique.

Les facteurs abiotiques

En écologie, les facteurs abiotiques  sont les éléments chimiques et physiques non vivants de l'environnement qui affectent les organismes vivants et le fonctionnement des écosystèmes. Opposables aux facteurs biotiques, ils constituent une partie des facteurs écologiques de cet écosystème. Les facteurs abiotiques sont indépendants de la flexibilité[Quoi ?][réf. souhaitée]. Bien qu'ils soient impossibles à lister de façon exhaustive, on peut les classer en plusieurs catégories :
- les facteurs édaphiques (du sol)[1], notamment :
  - la structure du sol,
  - la granulométrie,
  - la teneur en sels minéraux,
  - la teneur en humus,
  - la salinité.

Le développement des espèces est variable en fonction de la structure, de la composition, de la teneur en humus et de la richesse en vie microbienne des sols. Par exemple, les plantes halophiles se développent en milieu salé, les orties sur sols riches en nitrates.
- les facteurs climatiques :
  - la quantité, la qualité de l'eau et sa répartition dans l'écosystème : l'eau constitue à la fois un élément indispensable au développement des êtres vivants, et un milieu de vie pour les organismes aquatiques (voir aussi cycle de l'eau),
  - la température : pratiquement, la majeure partie des êtres vivants se développent à des températures peu variables, certaines tolérant de plus grandes variations cependant. Certains animaux et espèces microbiennes tolèrent des températures extrêmes,
  - la lumière : la lumière est essentielle pour les êtres vivants photosynthétiques. La photopériode, la quantité et la qualité de la lumière parvenant aux organismes vivants vont influer sur leur biologie, morphologie, comportements, etc.,
  - l'air qui permet la dissémination du pollen et des spores, mais impose aussi des contraintes par l'intermédiaire des vents (fréquence, intensité et direction) ;
- les facteurs chimiques :
  - les concentrations en gaz dans l'air : dioxygène, dioxyde de carbone, diazote, etc.,
  - les concentrations en éléments minéraux : calcium, fer, phosphate, nitrate, etc. ;
- les facteurs topographiques :
  - altitude, exposition, pente (%), etc.